# William Child Villiers, 10.º Conde de Jersey
George Francis William Child Villiers, 10.º Conde de Jersey (nascido em 5 de fevereiro de 1976), conhecido profissionalmente como William Villiers, é um nobre britânico e par da família Villiers . Ele é um ex-produtor de cinema, ator e escritor.  Ele foi o Diretor de Propriedade Intelectual da HandMade Films. 

## Educação e carreira
Jersey é o filho mais velho de George Child Villiers, Visconde Villiers, e sua segunda esposa, Sacha (nascida Valpy), e foi educado na St. Michael's School, Jersey, até os 8 anos de idade, depois na Mount House School, Tavistock, Devon; Canford School, Wimborne, Dorset; Nene College (agora Northampton University); e Birmingham School of Speech and Drama .  Com a morte de seu pai em 19 de março de 1998, ele foi brevemente denominado Visconde Grandison (de acordo com a tradição da família, segundo a qual os herdeiros aparentes são alternadamente denominados Visconde Villiers e Visconde Grandison).  Ele sucedeu seu avô como 10º Conde de Jersey em agosto daquele ano e assumiu seu assento na Câmara dos Lordes em 1999, pouco antes da reforma da Câmara.  

## Assento familiar
Em 2007, o Conde de Jersey colocou à venda a casa da família, Radier Manor, juntamente com várias propriedades e cerca de 70 acre(s)s (28 ha) de terra em Jersey com um preço inicial de £ 12,5 milhões.  No entanto, a propriedade foi posteriormente retirada dos anúncios dos agentes.

## Casamento e questão
Em 16 de agosto de 2003, o Conde de Jersey casou-se com Marianne Simonne de Guelle, filha de Peter e Jeannette de Guelle, em St Martin de Grouville, Jersey.  Eles têm quatro filhos:
1. Lady Mia Adriana Marie Rose Child Villiers (n. 28 de dezembro de 2006)
2. Lady Amelie Natasha Sophia Child Villiers (n. 14 de abril de 2008)
3. Lady Evangeline Antonia Adela Child Villiers (n. 9 de fevereiro de 2011)
4. George Henry William Child Villiers, Visconde Villiers (nascido em 1º de setembro de 2015).

Ele é primo de segundo grau do ator Bart Ruspoli. 

## Filmografia
- A Longa Noite (2002) ( V ) .... Geoffrey e também produtor executivo
- Quatro (2002) (TV) .... Brett e também escritor e produtor de televisão
- Londres: A Maior Cidade (2004) (TV) .... Ben Johnson (em espanhol)
- Jack Says (2008) Produtor Executivo (concluído)